# Jamal al-Din al-Afghani
Jamal al-Din al-Afghani (în persană سید جمال‌‌‌الدین افغانی, n. 1838/1839 – d. 9 martie 1897) a fost un jurnalist, filosof și activist politic, profesor, considerat unul dintre cei mai importanți reprezentanți moderniști ai gândirii islamice din secolul XIX, pledând pentru o reformă a civilizației islamice în fața dominației europene și abordând dezvoltările politice din lumea musulmană dintr-o perspectivă globală.

## Primii ani de viață și educația
La fel ca anul nașterii, locul din care provine Al-Afghani este în continuare motiv de dispută. Era convins că este un Sayyid, ceea ce înseamnă descendent al profetului, însă nu este clar dacă s-a născut în Afganistan, așa cum el însuși susținea, sau în Iran - mai exact în Asadabad. Relevanța acestei dispute pentru moștenirea sa intelectuală este legată de credibilitatea pe care i-ar fi conferit-o statutul de minoritar șiit (în cazul în care originea lui era cu adevărat persană) în itinerariul său prin multe țări sunnite. De altfel, unele surse susțin că motivul pentru care s-ar fi dezis de originea iraniană, șiită, ar fi fost acela că și-a dorit să câștige adepți în întreaga lume musulmană.
A fost educat inițial acasă, apoi tatăl său l-a dus în orașele iraniene Qazvin, Teheran, după care în orașele sfinte irakiene Najaf și Karbala. A petrecut apoi câțiva ani în India, unde potrivit unor surse s-ar fi aflat inițial între 1855 - 1857, apoi între 1858 - 1865. Acolo s-ar fi familiarizat cu ideile moderne din Vest și unii biografi afirmă că perioada petrecută în India ar fi avut o influență asupra puternicei lui opoziții față de imperialismul britanic, având în vedere că în urma cuceririlor britanice comunitatea musulmană din India a fost dislocată. A urmat o scurtă perioadă petrecută în Afganistan, unde a încercat să joace un rol în politică, după care a ajuns în Egipt, în drumul său spre Istanbul. Perioada petrecută în Istanbul și Cairo este descrisă ca fiind decada reformei academice întreprinse de Afghani.

## Figură cheie a modernismului islamic
Rolul său de reformator este legat de ideea de anti-colonialism și dezvoltarea acestei idei în lumea musulmană, Al-Afghani fiind considerat ca fiind una dintre cele mai proeminente figuri ale modernismului islamic. Spre finalul secolului XX, discursurile moderniștilor islamici au fost asimilate unui curent numit „islam liberal”, menit să readucă în prim-plan gânditori ai primelor etape de modernism islamic ca școală de gândire – trei dintre aceștia sunt considerați figurile cheie pentru lumea islamică, fiind vorba despre Al-Afghani pentru Iran, discipolul și colaboratorul său Muhammad Abduh, alături de colaboratorul acestuia din urmă, Muhammad Rashid Rida.

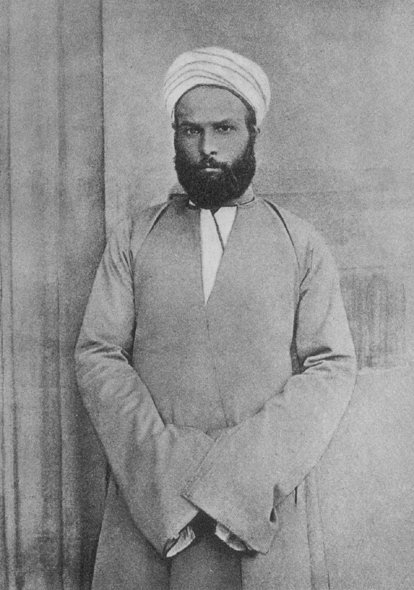
Muhammad Abduh (1849-1905)

Perioada de glorie intelectuală a lui Afghani a debutat odată ce s-a stabilit în Egipt, în 1971, unde a predat un soi de versiune proprie a Islamului la instituția de studii superioare Al-Azhar, iar printre studenți l-a avut pe Muhammad Abduh, căruia avea să-i influențeze ideile de modernist islamic. De fapt, opera lui Muhammad Abduh ar fi avut o influență mai mare decât scrierile lui Afghani, acesta din urmă fiind mai degrabă sursa ideilor care au fost rafinate și clarificate de discipolul său Abduh. Astfel, ambii puneau pe primul plan rațiunea și pledau pentru eliberarea gândirii de taqlid, în sensul imitației, și pentru întoarcerea la gândirea religioasă așa cum era ea înainte de separarea islamului. Abduh subliniază în scrierile sale distincția dintre doctrinele imuabile ale islamului - referindu-se la câteva axiome care au fost transmise de cei considerați ”strămoși pioși” (al-salaf al-salih, de unde și conceptul de salafiyya care denumește acest curent din islam) - și conceptele de ordin juridic și moral. Dacă primele nu se pot modifica, din această categorie făcând parte credință și revelația care le-a parvenit profeților, în cazul legilor juridice și morale este de datoria gânditorilor musulmani să le adapteze modernității. Acest curent de gândire a fost preluat de un discipol al lui Abduh din Siria, Rashid Rida, care a apărat doctrina esențială a islamului și totodată a pledat pentru revizuirea shariei astfel încât să includă legile lumii moderne. Cei trei sunt considerați precursorii acestui curent - modernismul islamic.
Spre deosebire de celelalte două curente principale ale islamului politic, tradiționalism și revivalism, cel modernist pune accentul pe rațiunea indivizilor și le conferă acestora libertatea de a interpreta normele religioase. Dacă islamul tradițional se bazează pe un ansamblu de cutume religioase și pe legăturile stabilite în cadrul Ummah (în sensul de comunitate islamică solidară), iar cel reformist sau revivalist se bazează pe o interpretare strictă a Coranului și pe „importanța revalației divine ca sursă de drept”, curentul modernist propune abandonarea taqlid (care presupune supunerea în fața autorității în ce privește interpretarea normelor religioase) și pune accentul pe ijtihad (interpretarea rațională a normelor religioase).
Faptul că Afghani a dovedit interes pentru știintele moderne în India, precum și ideea de a preda o versiune proprie a Islamului, cu influențe ale tradițiilor filosofice șiite și ale sufismului, arată spiritul său modernist. Ideile pan-arabiste ale lui Afghani au fost de asemenea exprimate în timpul șederii în Egipt. El atrăgea atenția asupra nevoii de unitate în rândul musulmanilor, indiferent de ramură islamică de care aparțineau, pentru a contracara tendințele imperialiste europene. Aceste idei i-au atras expulzia din Egipt. Pe Abduh l-a regăsit la Paris, unde au pus împreună bazele unui jurnal numit Urwa al-wuthqa, în traducere ”Legătura indisolubilă”, în care milita pentru unitatea musulmanilor și nevoia de reformă a islamului. De altfel, în timpul șederii la Paris a suscitat interesul multor europeni cu privire la ideile din lumea musulmană. Tot în acea perioadă a avut și o controversă cu intelectualul francez Ernest Renan cu privire la relația dintre Islam și știință, cel din urmă afirmând că cele două sunt incompatibile - idee pe care Afghani a contrazis-o printr-o scrisoare adresată acestuia.

## Moștenirea intelectuală și ultimii ani de viață
Afghani și-a petrecut ultimii ani din viață în Iran, unde a fost chemat de șahul Nasir al-Din, apoi explulzat din cauza opiniilor sale, și în Imperiul Otoman, fiind chemat de sultanul Abdul Hamid II, care rezona cu ideile sale pan-islamiste.
Considerat primul gânditor al lumii musulmane care a abordat evenimentele politice din interiorul ei dintr-o perspectivă globală. Pentru a combate avântul imperialist european, Afghani considera că musulmanii trebuie să oprească declinul civilizațional care îi amenința - el considera că lumea islamică nu era inferioară celei occidentale, însă dominația creștinismului luase avânt pe fondul unei apatii religioase în rândul musulmanilor. Pentru el, islamul era o civilizație, nu doar un set de credințe religioase, care trebuia să se întoarcă la filozofia rațională și să reia calea științei și a tehnologiei - aceste idei care pun accentul pe rațiune influențând mai apoi curentul musulman salafist.

## Legături externe
- Encyclopaedia Iranica
- Center for Islam Sciences Arhivat în 28 octombrie 2019, la Wayback Machine.